# هاف جانکشن (ویرجینیای غربی)
هاف جانکشن (به انگلیسی: Huff Junction) یک منطقهٔ مسکونی در ایالات متحده آمریکا است که در شهرستان لوگان، ویرجینیای غربی واقع شده‌است.